# Kohn-palota (Arad)
Az aradi Kohn-palota műemlék épület Romániában, Arad megyében. A romániai műemlékek jegyzékében az AR-II-m-B-00509 sorszámon szerepel.